# أرض مرتفعة (مجموعة دعم)
هي مجموعه دعم غير ربحيه تقع في اوك ميشيغان، تهدف إلى دعم مرضى الايدز في محافظه ديرويت وشمالي ميشيغان. تم تأسيسها في عام 2002 من قبل ريك هينينغ الذي حصل على جائزه «روح ديترويت» عام 2007 لقاء هذا العمل.

## نشاطات الدعم

### نقاش مساء الإثنين
يفتتح هذا النشاط  بتأمل مشرف عليه، بعد ذلك يدعى الجميع إلى مشاركه ارائهم والصعوبات التي تواجههم مؤخرا بهدف مساعده بعضهم البعض.

### الضيوف المتحدثين
يعقد عاده شهريا بتواجد ضيافه اطباق من طهي إحدى المشاركين ومناقشه لعده مواضيع خلال ذلك.

### الانسحاب السنوي
يقام كل فصل ربيع أو خريف، ويتضمن عده فعاليات خلاله.

### جمع الاغطيه السنوي[3]
يتوقع من البرنامج ان يعود بالنفع على المجتمع من خلال نشاطات كجمع الاغطيه لال الجمعيات كل عطله شتاء.

### يوغا الهاذا
يقام اسام الخميس للمشاركين.

### ريكي
عاده ما يقام مع نقاش مساء الخميس وفعالياته.